# ストリゴラクトン

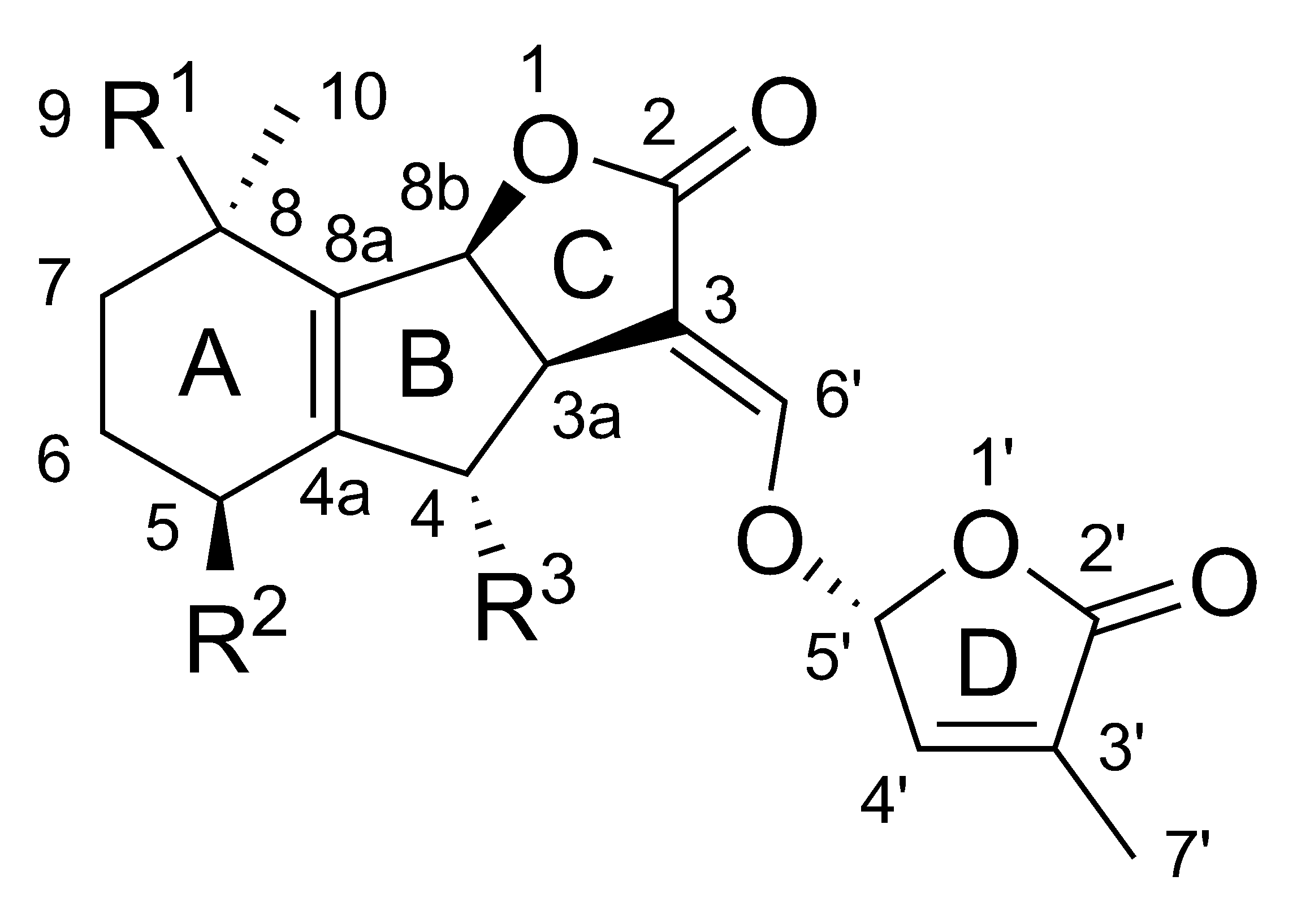
ストリゴラクトンの一般化学構造

ストリゴラクトン（Strigolactones）は植物から得られる一群のラクトン構造を有するカロテノイド誘導体で、分枝を抑制する機能を持つ。初め半寄生植物のストライガStriga属（従来の分類ではゴマノハグサ科、APG植物分類体系ではハマウツボ科）の発芽を誘導する物質として発見され命名されたが、その後シロイヌナズナやコケ植物などからも発見されている。
コケ植物やシダ植物（胞子体・配偶体の双方）も含めた陸上植物の80％と共生関係を結んでいるとも見積もられているアーバスキュラー菌根菌の菌糸を呼び寄せて共生を促進する作用、カリキンと関係を持ち、発芽促進作用を有することなどが発見されている。
以上の生理作用の組み合わせから、ストリゴラクトンはリン欠乏条件下でアーバスキュラー菌根菌との共生を促進することでリンの獲得に勤めるとともに植物体の分岐を抑制してリン消費の節約を図る情報伝達物質だと考えられており、これが非菌栄養型植物でアーバスキュラー菌根菌との共生能力を欠くアブラナ科のシロイヌナズナにおいてもストリゴラクトン生産形質が発現している理由だと考えられている（分岐抑制によるリン節約機能の適応的意味は十分ある）。また、ストライガの様なハマウツボ科寄生植物は、アーバスキュラー菌根菌を呼び寄せる信号を利用して宿主探知に役立てていることになる。
ストリゴラクトンの分枝抑制作用については、アフリカを中心に作物に多大な被害を与えているストライガ属の防除法開発につながる可能性がある。ストライガ属のみを発芽させて枯死させる「自殺発芽」を誘導する物質としてストリゴラクトンの類似物質の合成が試みられており、名古屋大学の研究者らによるチームは発芽刺激活性を持つ物質「スフィノラクトン-7」（SPL7）の開発を2018年に発表した。

## 構造
以下にストリゴラクトン類の構造を示す。
| (+)-Strigolの構造    | Strigyl acetateの構造    |
| (+)-Strigol          | (+)-Strigyl acetate      |
| Orobancholの構造     | Orobanchyl acetateの構造 |
| (+)-Orobanchol       | (+)-Orobanchyl acetate   |
| 5-Deoxystrigolの構造 | Sorgolactoneの構造       |
| (+)-5-Deoxystrigol   | Sorgolactone             |

## 認識
植物において、ストリゴラクトン類は二重受容体/加水分解酵素タンパク質DWARF14（D14; α/β加水分解酵素スーパーファミリーの一つ）によって認識される。劣った基質代謝回転を持つ加水分解酵素であると見なされているにもかかわらず、無傷の触媒三残基が本タンパク質の生物学的機能のために必要である。いくつかの（部分的に競合する）モデルがリガンド認識における触媒三残基の関与について提唱されてきた。
- ストリゴラクトンの加水分解。D環が活性部位のセリンに共有結合的に取り付けられる[12]。
- ストリゴラクトンの加水分解。受容体の入口で分子のりとして働く有利のD環が生成し、これは別のタンパク質との相互作用を媒介する[13]。
- 加水分解されていない無傷のストリゴラクトンの結合。これによってDARF14タンパク質表面が変化し、別のタンパク質との相互作用を媒介する[14]。
- ストリゴラクトンの加水分解。D環が活性部位のヒスチジンに共有結合的に取り付けられる[15][16][17][18]。
- ストリゴラクトンの加水分解。D環が活性部位のセリンとヒスチジンに同時に共有結合的に取り付けられ、DWARF14のコンホメーション変化が誘導され、これによって別のタンパク質との相互作用が導かれる[19]。

速度論的結果は、無傷のストリゴラクトンがシグナル伝達カスケードを始動させ、その後にストリゴラクトン分子を不活性化する最終段階として加水分解が起こることを示唆している。